# Конгсфіорд

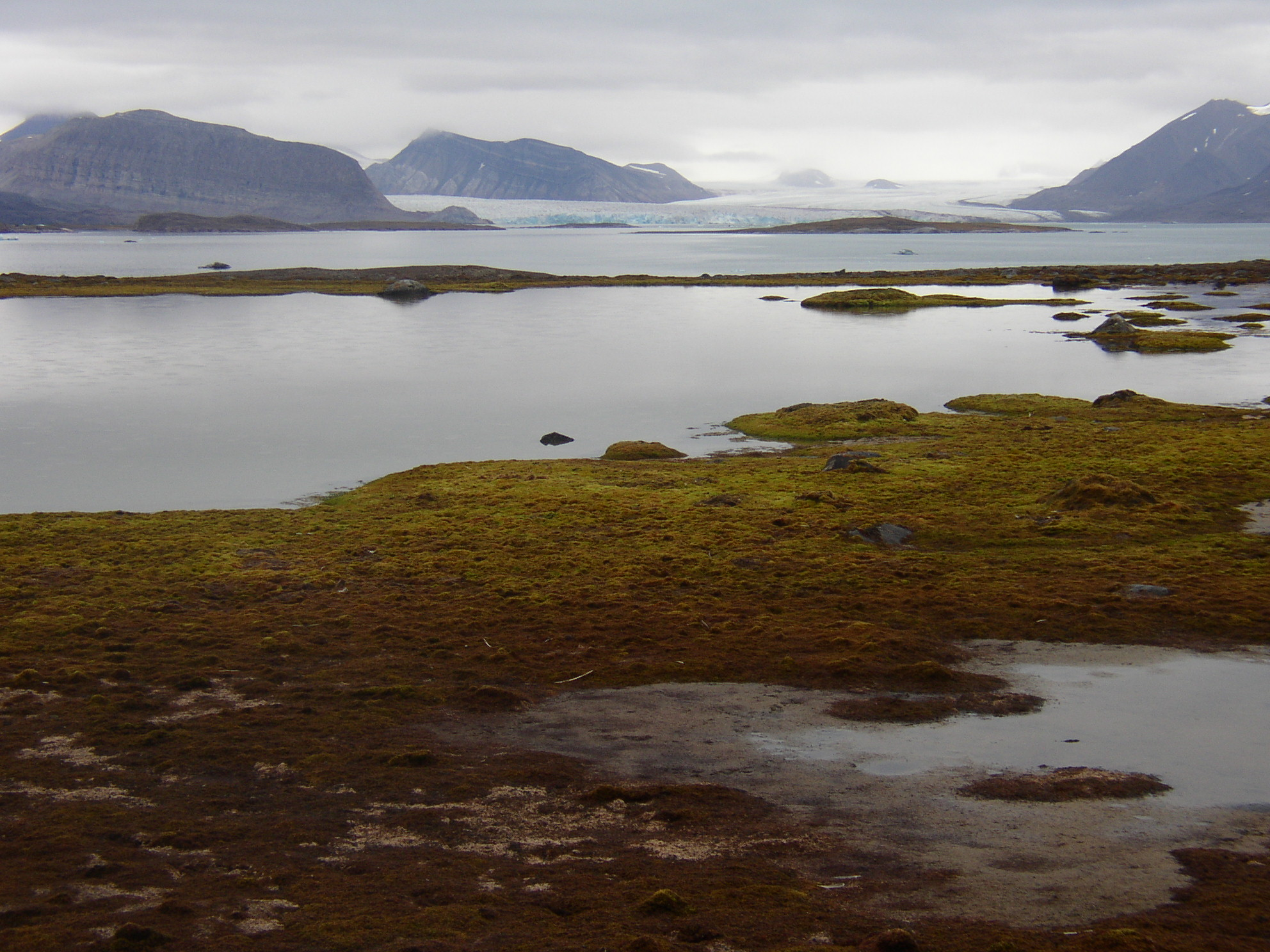

Конгсфіорд (норв. Kongsfjorden, англ. Kings Bay) — фіорд, що врізається в західне узбережжя острова Західний Шпіцберген (архіпелаг Шпіцберген, Норвегія).
Довжина фіорда становить 26 км, ширина — від 4 до 9 км. У підставі фьорда лежать два льодовики: Кронебрін і Конгсвеген. На південному березі розташований населений пункт Ню-Олесунн. Конгсфіорд є важливим місцем для годівлі морських ссавців і птахів.